# Echinopodium
Echinopodium är ett släkte av tvåvingar. Echinopodium ingår i familjen svampmyggor.

## Dottertaxa tillEchinopodium, i alfabetisk ordning[1]
- Echinopodium araucanum
- Echinopodium argentinense
- Echinopodium armatum
- Echinopodium aysense
- Echinopodium bejaranoi
- Echinopodium bifurcatum
- Echinopodium cekalovici
- Echinopodium chilense
- Echinopodium chiloense
- Echinopodium coheri
- Echinopodium coronatum
- Echinopodium curvispina
- Echinopodium digitalis
- Echinopodium elegans
- Echinopodium flagellatum
- Echinopodium freemani
- Echinopodium gentilii
- Echinopodium insolitum
- Echinopodium lanei
- Echinopodium minor
- Echinopodium munroei
- Echinopodium neuquense
- Echinopodium nigrescens
- Echinopodium nigricoxa
- Echinopodium patagonicum
- Echinopodium penai
- Echinopodium pilosum
- Echinopodium pucaraense
- Echinopodium sergioi
- Echinopodium spinosum
- Echinopodium spinosus
- Echinopodium stonei
- Echinopodium striatum
- Echinopodium stuardoi
- Echinopodium villaricaense
- Echinopodium vockerothi